# Declic
Declic è un software per la geometria, rivolto all'insegnamento della geometria nella scuola primaria e secondaria. Il software sviluppato in francese è stato successivamente reso disponibile in italiano e parzialmente in inglese.
È un sistema di geometria dinamica. Si possono costruire punti, vettori, segmenti, rette, coniche e funzioni, modificandole in tempo reale. Permette di costruire in modo interattivo gli oggetti della geometria euclidea. Gli oggetti utilizzabili comprendono dai semplici punti, rette e segmenti fino a coniche, cubiche e luoghi. È possibile costruire anche elementi di geometria differenziale (ad esempio le evolute), verificare determinate proprietà grazie a test (di parallelismo, di appartenenza di un punto ad un poligono), e trasformare gli oggetti costruiti.